# Ф… як Фербенкс
«Ф… як Фербенкс» (фр. F... Comme Fairbanks; в прокаті також як «Він хотів жити») — французький кінофільм.

## Сюжет
Повернувшись з військової служби додому інженер-хімік Андре Фрагман, який отримав прізвисько «Фербенкс» від батька-кіномеханіка, не може знайти роботу за спеціальністю через давню участь в антиурядовій демонстрації. Його друзі Етьєн і Жан-П'єр виявляються безсильні допомогти йому. Всі його спроби знайти вихід закінчується невдачею, і зневірений герой сходить з розуму.

## У ролях
- Патрік Девер — Андре
- Міу-Міу — Марі
- Джон Беррі — Фрагман, батько Андре
- Мішель Пікколі — Етьєн
- Жан-Мішель Фолон — Жан-П'єр
- Крістіана Тіссо — Сільві
- Діана Кюріс — Аннік

## Нагороди та номінації[1]
- Спеціальний диплом Міжнародної католицької організації в області кіно (OCIC), 1976 рік
- Берлінський кінофестиваль — номінація на «Золотого ведмедя», 1976 рік
- «Сезар» — номінація на приз за найкращу жіночу роль (Міу-Міу), 1977 рік